# José Landazabal
José Landazabal Uriarte (Durango, Vizcaya, 7 de enero de 1899- Bilbao, 5 de febrero de 1970) fue un futbolista español que jugaba como delantero. 
Era conocido por el apodo de Lakatos por su parecido con el futbolista internacional húngaro Schlosser-Lakatos.

## Trayectoria
José se incorporó al Athletic Club en 1917, después de haber destacado en el New Club. Un año más tarde, en 1918, se marchó al Fútbol Club Barcelona tras una brevísima experiencia fallida en otro equipo barcelonés, el Canadienses FC, al que había llegado aconsejado por Paco Bru. El 18 de mayo de 1919 fue titular en la final de la Copa del Rey perdida ante el Arenas Club, donde actuó como extremo izquierdo y anotó un gol. Al año siguiente sí conquistó el título copero, aunque sin jugar la final. En el club catalán jugó 53 encuentros y logró 33 goles, treinta de ellos en su primera campaña.
Su siguiente club, durante tres años, fue el Martinenc de la segunda categoría catalana. Además, en agosto de 1922 jugó dos amistosos con el Athletic Club ante la Real Sociedad, en los que logró dos tantos. A mediados de 1923 reapareció con el Barça, aunque desarrollaría esa campaña en las filas del Real Club Deportivo Español. Entre 1924 y 1926 volvió a jugar en el Martinenc, recibiendo un homenaje antes de su marcha.
En 1926 se marchó al Gimnástico de Valencia y, un año después, al Patria FC de Zaragoza. En el equipo maño llegó a anotar un gol al FC Barcelona en Copa, aunque cayeron eliminados. Se retiró tras pasar poco más de un año en la SD Plentzia.

## Clubes
| Club                   | País   | Año       |
| ---------------------- | ------ | --------- |
| Athletic Club          | España | 1917-1918 |
| FC Barcelona           | España | 1918-1920 |
| Futbol Club Martinenc  | España | 1920-1923 |
| RCD Español            | España | 1923-1924 |
| Futbol Club Martinenc  | España | 1924-1926 |
| Gimnástico de Valencia | España | 1926-1927 |
| Patria FC              | España | 1927-1928 |
| SD Plentzia            | España | 1928-1930 |

## Palmarés

### Campeonatos regionales
| Título                          | Club         | País   | Año  |
| ------------------------------- | ------------ | ------ | ---- |
| Campeonato Regional de Cataluña | FC Barcelona | España | 1919 |
| Campeonato Regional de Cataluña | FC Barcelona | España | 1920 |

### Campeonatos nacionales
| Título       | Club         | País   | Año  |
| ------------ | ------------ | ------ | ---- |
| Copa del Rey | FC Barcelona | España | 1920 |